# Symphonie no 1 d'Enesco
Pour les articles homonymes, voir Symphonie no 1.
La Symphonie no 1, op. 13, en mi bémol majeur du compositeur roumain Georges Enesco reflète la formation du compositeur à la fois à Vienne et à Paris. Dans la première ville, il a étudié la tradition brahmsienne avec Robert Fuchs, et dans la seconde, la tradition française avec Jules Massenet et Gabriel Fauré.

## Histoire
Georges Enesco acheve la symphonie en 1905, et elle est créée le dimanche 21 janvier 1906 au Théâtre du Châtelet à Paris, lors du quatorzième concert de la série 1905-1906 des Concerts Colonne, sous la direction d'Édouard Colonne,, son fondateur et du père d'Enesco, Costache. L'œuvre obtient un réel succès et est reprise trois semaines plus tard. Elle est publiée par la maison Enoch et Cie, Paris, la même année.
La partition est dédiée à Alfredo Casella, ancien camarade de classe de Georges Enesco au Conservatoire de Paris et ami de toujours. À son tour, Alfredo Casella dédiera sa Deuxième Symphonie à Enesco en 1908.
Il s'agit de la cinquième œuvre du genre en comptant les autres symphonies « d'école », et en comptant les deux symphonies « inachevées », elle sera suivit de quatre autres.

## Instrumentation
La symphonie est écrite pour 3 flûtes (la troisième doublant le piccolo), 2 hautbois, cor anglais, petite clarinette en mi , 2 clarinettes, clarinette basse, 3 bassons, contrebasson, 4 cors, 2 trompettes, 2 cornets, 3 trombones, tuba, timbales, percussions (triangle, tambourin, cymbales, grosse caisse), 2 harpes, 20 premiers violons, 18 ou 20 seconds violons, 14 altos, 12 violoncelles et 12 contrebasses.

## Structure
La symphonie se divise en trois mouvements :
1. Assez vif et rythmé
2. Lent
3. Vif et vigoureux

## Analyse
Le premier mouvement est dominé par les trois motifs constitutifs du premier thème, annoncés à l'unisson au début par les cors et les trompettes. Il s'agit d'une forme traditionnelle de allegro de sonate, avec une section de développement plutôt courte et un point culminant dans la récapitulation (en).
Le mouvement lent peut être considéré comme une forme étendue de lied :  A-B-C-B-C-A, précédée d'une introduction et conclue par une coda. Cependant, la seconde moitié (la partie B-C-A) ne se contente pas de répéter le matériau de la première partie, mais le développe, et n'est pas suivie d'une récapitulation complète, mais se termine plutôt soudainement avec seulement le matériau A, puis la coda, « s'éteint […] sur un chaleureux si majeur. »
L'exposition du finale, également de forme d'allegro de sonate, mais mêlant le rondo, est similaire à celle du premier mouvement, à la différence près que le premier thème est remplacé par un groupe d'éléments thématiques clairement définis (le premier, aux cordes à l'unisson, forme un arrière-plan quasi-permanent, suivi d'une deuxième figure aux cuivres, d'une troisième au trombone, et ainsi de suite). Le second thème est anticipé en triolets, n'atteignant progressivement un profil stable qu'après plusieurs tentatives. « Enesco achève sa Symphonie no 1 dans une atmosphère de force sereine. »

## Discographie
- Simfonia 1-a en mi bemol majeur, op. 13. Orchestra Simfonica a Filarmonicii de Stat "George Enescu" din București, dir. George Georgescu (c.1960, LP Electrecord ECD 58 / Rééd. LP Artia ALP 118) (OCLC 1012040843)
- Symphonie no 1 – Orchestre symphonique de la radio d'URSS, dir. Gennady Rozhdestvensky, (1962, LP Melodiya 33CM0253-54 / LP Remington)
- Symphonie no 1, Sinfonia Concertante pour violoncelle et orchestre, op. 8 – George Enescu State Philharmonic, dir. Mihai Brediceanu (Symphonie) ; Valentin Arcu, violoncelle ; Orchestre de la radio et de la télévision roumaines, dir. Iosif Conta (Sinfonia Concertante) (1988, Marco Polo 8.223141 (OCLC 245826786) / Pacific Music (OCLC 870083915) / Rééd. (streaming) Naxos Music Library, 2004).
- Symphonies 1 et 2 – Orchestre philharmonique de Monte-Carlo, dir. Lawrence Foster (24-15 septembre 1990, EMI Classics CDC 7 54763 2 / 3 CD 6 78393 2) (OCLC 77514456)
- Symphonie no. 1 – "George Enescu", Orchestre philharmonique de Bucarest, dir. Cristian Mandeal (12-14 juillet 1993, Sony/Arte Nova 74321 37314 2 / 373140) (OCLC 255378879) — avec Suite d'orchestre no. 1 ; Intermède op. 12
- Complete Orchestral Works, Vol. 1 : Symphonie no 1 en mi bémol majeur, op. 13 ; Ouverture roumaine ; Symphonie d'étude no 4 en mi bémol majeur – Orchestre de la Radio nationale roumaine, dir. Horia Andreescu (octobre 1993, Electrecord / Olympia Explorer Series OCD 441) (OCLC 257036550 et 1347212194).
- Orchestral Works, Volume 3 : Symphonie no 1 en mi bémol majeur, op. 13 ; Vox maris, op. 31 – Philharmonia Moldova, dir. Alexander Lascae. Avec Marius Budoiu, ténor ; Chœur Gavril Musicescu, chef de chœur, Doru Morariu (1994, Ottavo Recordings OTR C59346) (OCLC 69052162)
- Symphonie no 1 ; Suite no 3 Villageoise – BBC Philharmonic, dir. Gennady Rozhdestvensky, (12-13 juin 1996, Chandos CHAN 9507) (OCLC 1277022897 et 991622517).
- Symphonie no 1 – Philharmonique de Tampere, dir. Hannu Lintu et Truls Mørk, violoncelle (20-21 septembre 2013, Ondine Records ODE1198-2) (OCLC 934652802) — avec Symphonie concertante, op. 8.

### Pour approfondir
- (ro) Alfred Alessandrescu, Scrieri despre George Enescu. Études en musicologie 9. Bucarest : Union des compositeurs de la R. P. R. , 1958.
- Wilhelm Georg Berger, Enesco et la symphonie, en deux parties, Muzica 25, no. 2 (février) : p.42-49 ; no. 3 (mars) : p.39-49, 1975.
- (ro) Enea Borza, L'humanisme de George Enescu, dans Enesciana II-III : Georges Enesco, musicien complexe, édité par Mircea Voicana, p.119-123. Bucarest : Editura Academiei Republicii Socialiste România, 1981.
- (ro) Emanoil Ciomac, Enescu, Bucarest : Editura Muzicală a Uniunii Compozitorilor din Republica Socialista România, 1968.
- Bernard Gavoty, Les souvenirs de Georges Enesco. Paris : Flammarion, 1955.
- (en) Noel Malcolm, George Enescu : His Life and Music, avec une préface de Sir Yehudi Menuhin. Londres : Toccata Press, 1990,  (ISBN 0-907689-32-9).
- (ro) Valentin Timaru, Simfonismul enescian. Bucarest : Editura Muzicală, 1992.
- (ro) Zeno Vancea, "Evolutia simfoniei românesti. I". Muzica 19, no. 4 (avril 1969) : p.1-4 .